# Eugene Jarvis
Eugene Peyton Jarvis (nacido en Palo Alto en 1955) es un diseñador de videojuegos y programador, conocido por producir máquinas de pinball para Atari y videojuegos para Williams Electronics. Sus trabajos más notables son los videojuegos arcade Defender y Robotron: 2084 a principios de los años 1980, y la serie Cruis'n para Midway en los años 1990. Cofundó Vid Kidz a principios de los años 80 y en 2001 inició, junto a Andrew Eloff, el estudio de desarrollo Raw Thrills Inc.
En 2005, la IGDA (Asociación Internacional de Desarrolladores de Videojuegos) le concedió el premio Lifetime Achievement, que recompensaba su contribución al desarrollo y a la cultura del videojuego.

## Juegos en los que estuvo involucrado

### Pinball

#### Atari
- Time 2000
- Airborne Avenger
- Superman

#### Williams
- Laser Ball
- Firepower
- Space Shuttle
- High Speed
- F-14 Tomcat

### Videojuegos
- Defender
- Stargate
- Robotron: 2084
- Blaster
- NARC
- Smash TV
- Serie Cruis'n